# Weidach (Wolfratshausen)
Weidach ist ein Stadtteil der Stadt Wolfratshausen und eine Gemarkung im oberbayerischen Landkreis Bad Tölz-Wolfratshausen.
Das Dorf Weidach liegt nördlich direkt anschließend an die Kernstadt Wolfratshausen an der Loisach. Die Isar fließt östlich.
Die Gemarkung Weidach hat eine Fläche von 181,45 Hektar und liegt vollständig auf dem Gebiet der Stadt Wolfratshausen. Auf ihr liegen die Wolfratshausener Gemeindeteile Nantwein und Weidach. Ihre Nachbargemarkungen sind Dorfen, Ergertshausen und Wolfratshausen.

## Sehenswürdigkeiten
In der Liste der Baudenkmäler in Wolfratshausen sind für Weidach sechs Baudenkmäler aufgeführt, darunter die Anfang des 20. Jahrhunderts errichtete Kapelle (Nähe Äußere Münchener Straße), ein putzgegliederter Satteldachbau mit Eingangsportikus und Dachreiter.
Die Dorflinde gegenüber dem ehemaligen Rathaus (Weidacher Hauptstraße 40) ist als Naturdenkmal geschützt.

## Geschichte
Am 1. Mai 1978 wurde die Gemeinde Weidach nach Wolfratshausen eingegliedert. Sie bestand aus den beiden Orten Weidach und Nantwein und hatte 1961 eine Gemeindefläche von 180,24 Hektar.